# Зиґмунт Мухнєвський
Зигмунт Мухнєвський (пол. Zygmunt Muchniewski; 30 липня 1896 — 5 січня 1979, Лондон) — польський політичний і державний діяч, прем'єр-міністр польського уряду у вигнанні у 1970—1972 роках.

## Біографі
У міжвоєнний період служив у розвідці Прикордонного корпусу, потім був воєводським радником у Бресті, у 1932—1938 роках — старостою у Тчеві. До початку Другої світової війни був начальником громадсько-політичного відділу Воєводського управління у Кракові.
Після початку Другої світової війни опинився у Франції, брав участь у битвах, після капітуляції Франції — учасник французького руху Опору.
З 1948 року жив у Великій Британії. Брав участь у політичному житті еміграції як член трудової партії Польщі у вигнанні. У листопаді 1958 року був призначений заступником держсекретаря Президії Ради міністрів в уряді Антонія Пайонка. Фактично очолював Міністерство у справах релігій, культури та освіти замість хворого Станіслава Доленги-Моджевського. З вересня 1959 року обіймав посаду міністра польської політичної еміграції, а з січня 1961 року одночасно знову очолив міністерство у справах релігій, освіти та культури. Він також був міністром польської політичної еміграції у третьому уряді Антонія Пайонка (1963—1965).
З 16 липня 1970 по 14 липня 1972 був прем'єр-міністром польського уряду у вигнанні, прагнув об'єднати сили польської еміграції.

## Нагороди
- Орден Відродження Польщі 1 ступеня (1972)[1]
- Орден Відродження Польщі 2 ступеня (1970)[2]